# Арсенальный переулок (Кронштадт)
Арсена́льный переулок — улица в Кронштадте. Соединяет Макаровскую улицу с площадью перед Зимней пристанью. Ответвляется в направлении юго-юго-запад от Макаровской улицы в 30 метрах к западу от пересечения последней с Красной улицей.
Протяжённость магистрали — 180 метров.

## История
Переулок заложен в 1836 году, с тех пор его название не менялось. Название переулка идёт от здания Арсенала, построенного в 1834 году на дороге, которая позже была преобразована в переулок.

## Здания, сооружения
- Здание Арсенала (1832—1834 (по другим данным — 1836[5]), архитектор — К. Бейль)[4];
- Арсенальная (зимняя) пристань[6] (функционирует круглый год).

## Транспорт
- Паром: Кронштадт — Ломоносов (от Арсенальной пристани)[7]. Отменён в феврале 2011 года.
- Теплоходы: Кронштадт — Санкт-Петербург (Арсенальная набережная)[8].

## Пересечения
С севера на юг:
- Макаровская улица
- площадь Арсенальной пристани